# Pal jezik
Pal jezik (abasakur; ISO 639-3: abw), jedan od dva omosanska jezika, šire skupine pihom, transnovogvinejska porodica, kojim govori 1159 ljudi (census 2000.) u planinskom području gorja Adalbert u provinciji Madang u Papui Novoj Gvineji.
Srodan je jeziku kobol. Pripadnici etničke grupe zovu se Pal.

## Vanjske poveznice
- Ethnologue (14th)
- Ethnologue (15th)